# Kanyar
Kanyar est une revue réunionnaise de littérature fondée par André Pangrani en 2013 à Paris. Les textes publiés dans ce semestriel sont essentiellement des nouvelles.
Le titre publie des auteurs, confirmés ou non, qui ont pour beaucoup d'entre eux un lien avec La Réunion, mais il ne se limite pas à la seule littérature réunionnaise. Ses principaux contributeurs sont Cécile Antoir, Olivier Appollodorus, Emmanuel Gédouin, Emmanuel Genvrin, Xavier Marotte, Marie Martinez, Matthieu Périssé, Edward Roux et André Pangrani lui-même.
Revue indépendante, Kanyar est distribuée directement en librairie, en France métropolitaine et à La Réunion, ainsi que dans divers autres lieux du monde. On peut aussi la commander sur le site web de l'éditeur.

## Histoire
Kanyar est fondée en 2013 par André Pangrani, scénariste de bande dessinée et éditeur réunionnais installé à Paris. Il sollicite notamment, pour contribuer à son premier numéro, d'anciens contributeurs du Cri du Margouillat, un périodique de bande dessinée qu'il a autrefois cofondé, mais aussi des auteurs du théâtre Vollard, qu'il a par ailleurs dirigé.
Ce premier numéro sort en avril 2013, avec en couverture une illustration d'Emmanuel Brughera. Il comprend des contributions de Cécile Antoir, Olivier Appollodorus, David-Pierre Fila, Emmanuel Gédouin, Emmanuel Genvrin, Elina Löwensohn, Xavier Marotte, Bertrand Mandico, Marie Martinez, André Pangrani, Pierre-Louis Rivière et Edward Roux.
Le deuxième numéro paraît en novembre 2013 avec pour couverture une illustration de Conrad Botes. Pilar Adón, Marie-Jeanne Bourdon, Jean-Christophe Dalléry, Nicolas Deleau, Antoine Mérieau et Matthieu Périssé y contribuent pour la première fois.
Dans le troisième numéro, paru début 2014 et illustré par Emmanuel Brughera, les nouveaux contributeurs sont Sergio Grondin, Sven Hansen-Løve et Raphaël Valade. Tandis que dans le quatrième, sorti en février 2015, la couverture est assurée par Hippolyte et les nouveaux participants sont Vincent Constantin, Albertine M. Itela, Julie Legrand et Nathalie Valentine Legros. Le cinquième numéro sort le 10 décembre 2016, la couverture est dessinée par Jean-Philippe Stassen. 
À partir du numéro 6, l'édition de la revue est gérée par l'association Les Amis de Kanyar, créée pour assurer la continuité de la revue, en hommage à son fondateur, André Pangrani. Le numéro 9, paru en 2022 marque la fin de la revue Kanyar.   

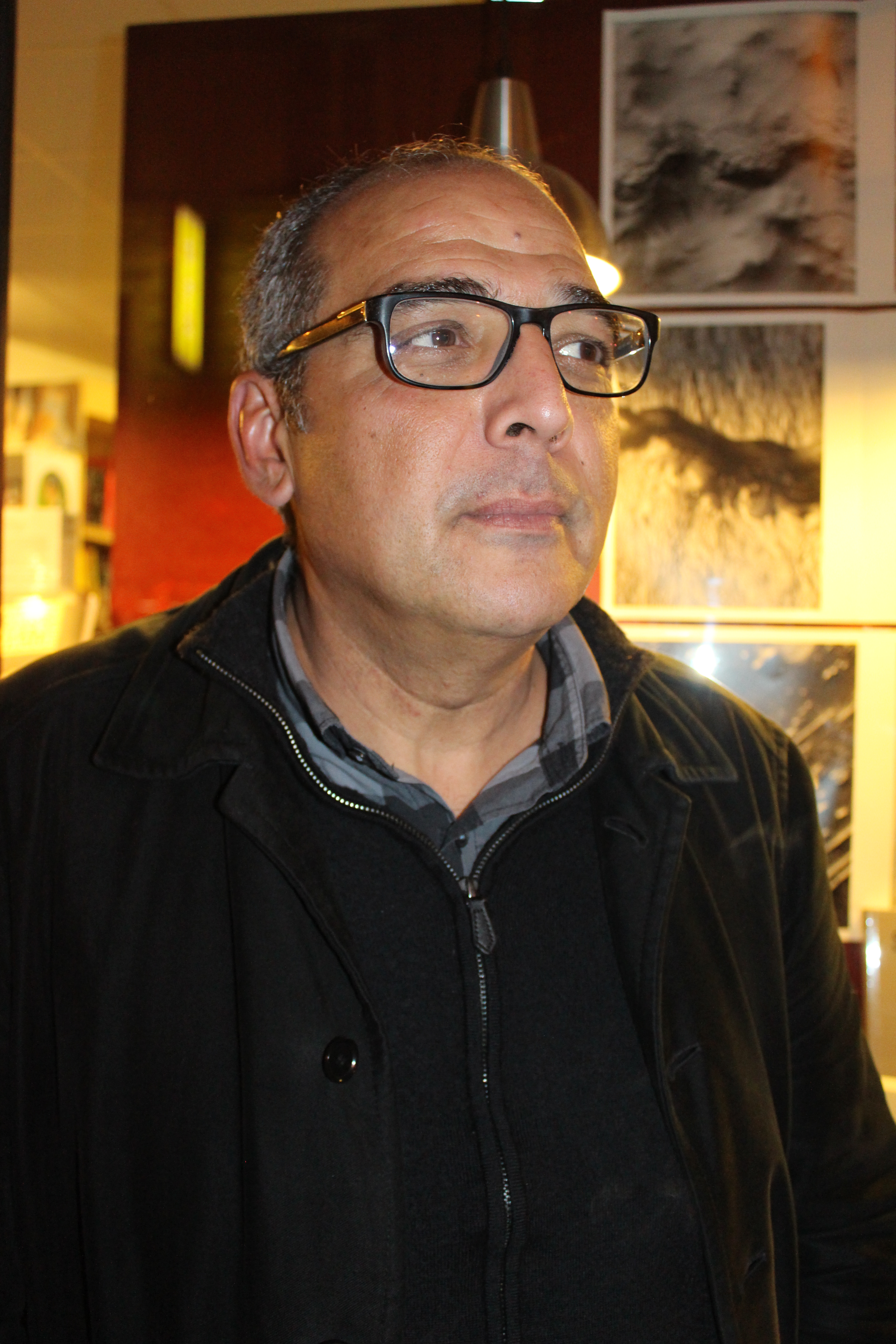
Son fondateur André Pangrani lors d'une soirée dédiée à Kanyar, en novembre 2013 à Paris.
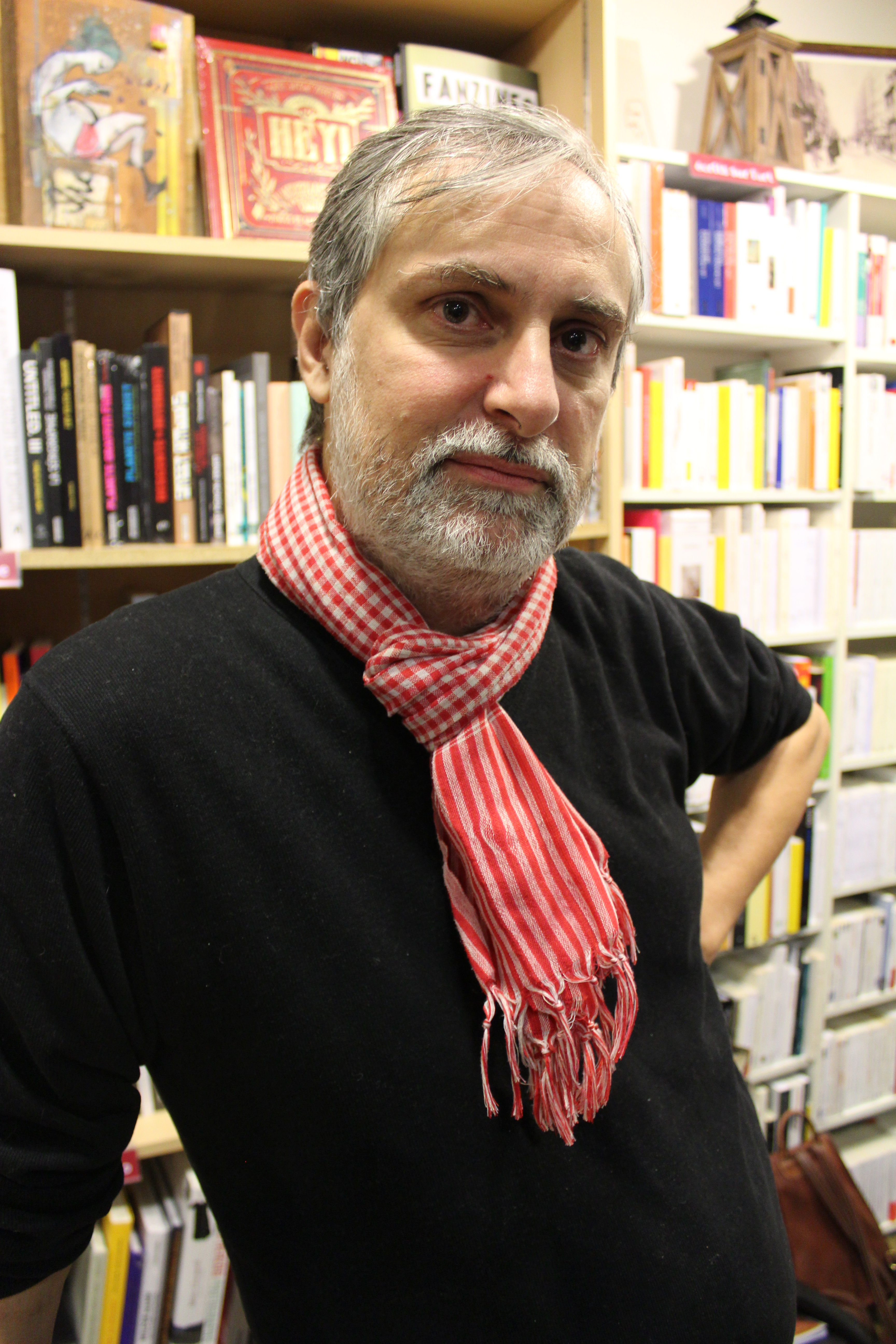
Jean-Christophe Dalléry, contributeur du deuxième numéro de Kanyar, lors de la même soirée.

## Contenus
| Numéro 1 (2013) 1. Emmanuel Genvrin, Tulé ! Tulé ! 2. Pierre-Louis Rivière, Double salto arrière 3. André Pangrani, Une île, immonde 4. Marie Martinez, Plaid 5. Emmanuel Gédouin, Nationale 4 6. David-Pierre Fila, Dakar blues 7. Bertrand Mandico, La méthodologie du jeu d'acteur / Ulimina 8. Edward Roux, Les garçons 9. Elina Löwensohn, Longing (Désir) 10. Xavier Marotte, Le pouvoir de Cordélia 11. Cécile Antoir, Chambre verte 12. André Pangrani, Un galet dans le pare-brise 13. Olivier Appollodorus, Le prophète et la Miss de l'Équateur                     | Numéro 2 (2013) 1. Olivier Appollodorus, La désolation 2. Pierre-Louis Rivière, Novela 3. Emmanuel Gédouin, Un orage 4. Marie Martinez, Train 5. André Pangrani, Pioupiou, 6. Nicolas Deleau, Encore un verre de liqueur 7. Emmanuel Genvrin, La terrible madame Alloume 8. Pilar Adón, El fumigador (Le désinsectiseur) 9. Xavier Marotte, Histoire d'Éladd 10. Antoine Mérieau, De la volonté 11. Marie-Jeanne Bourdon, Lou 12. Matthieu Périssé, Les pivoines 13. Cécile Antoir, Vacance 14. Jean-Christophe Dalléry, Borussia Daressalam                          |
| Numéro 3 (2014) 1. Emmanuel Gédouin, Le monstre de Boar's Head 2. Sergio Grondin, Grands Bois la belle 3. Emmanuel Genvrin, Motor Gasy 4. Sven Hansen-Løve, Métier d'avenir 5. Marie-Jeanne Bourdon, Delonix regia 6. Xavier Marotte, La maison de Cordélia 7. Marie Martinez, Âme sœur 8. Bertrand Mandico, Un écureuil dans le cœur 9. Raphaël Valade, Budapest, Andalousie 10. Edward Roux, La prodigieuse existence du narrateur 11. André Pangrani, À voix haute 12. Matthieu Périssé, Fitore 13. Nicolas Deleau, Obock                                                   | Numéro 4 (2015) 1. Emmanuel Genvrin, Tropic Salomé 2. Nathalie Valentine Legros, Retour à Piton Sainte-Kloé 3. Cécile Antoir, Modification 4. Olivier Appollodorus, Les Cendres 5. Marie Martinez, Trouble 6. Emmanuel Gédouin, Chambre 710 7. Albertine M. Itela, Gare du Nord 8. Vincent Constantin, Féklèr la nuit / Clair de nuit 9. Edward Roux, La Vie d'un philosophe 10. Julie Legrand, La Petite Communion 11. Mathieu Périssé, Ézéchiel 12. Xavier Marotte, Grosjean comme devant                                                                           |
| Numéro 5 (2016) 1. Olivier Appollodorus, Les petits événements 2. Fabienne Pompey, Joe-deux-lions 3. Emmanuel Genvrin, Gran marché 4. Nathalie Valentine Legros, Baptême marron 5. Emmanuel Gédouin, Immokalee 6. Vincent Constantin, Dosèl lamour / Amours salées 7. Edward Roux, Le soliste élégant 8. Xavier Marotte, L'accession à la propriété 9. Teddy Iafare-Gangama, Sublimina 10. Marie Martinez, Clos 11. André Pangrani, La joue déchirée 12. Emmanuel Genvrin, Fridom (opéra) 13. Jean-Christophe Dalléry, Rififi sur le Rufiji                                    | Numéro 6 (2019) 1. André Pangrani, Le travail d'Éléonore 2. Anna Dumas-Pangrani, Un poème et l'addition 3. Emmanuel Genvrin, L'enterrement de Jacques 4. Matthieu Périssé, L'accidenteur 5. Julie Legrand, Sur la plage, éperdument 6. Emmanuel Gédouin, Höfn 7. Vincent Constantin, La line sanm koray/ La lune et le corail 8. Marie Martinez, Herbes folles 9. Xavier Marotte, Les mariés de Flaque 10. Cécile Antoir, Routes 11. Edward Roux, Une de ces aventures étonnantes 12. Nathalie Valentine Legros, Le démêloir                                          |
| Numéro 7 (2020) 1. Estelle Coppolani, La table aux anthuriums 2. Emmanuel Gédouin, Nuit noire 3. Jocelyne Le Bleis, Courses à la Redoute 4. Nathalie Hermine, Aziz 5. Nathalie Valentine Legros, Pour tous les Mozambo de la Terre 6. Stéphanie Rivière, Destins croisés 7. Monique Mérabet, La Chapelle Saint-Thomas 8. Sergueï Nossov, Полтора Кролика / Un lapin et demi 9. Emmanuel Genvrin, La sirène de Saint-Gilles 10. Edward Roux, Le rien et plus 11. Julie Legrand, Allées des songes, orages d'été 12. Xavier Marotte, Le manège d'Orèbe 13. Marie Martinez, Orage | Numéro 8 (2021) 1. Jocelyne Le Bleis, Le bal du gouverneur 2. Johary Ravaloson, Court circuit 3. Emmanuel Genvrin, Nibiru 4. Julie Legrand, L'offrande 5. Isabelle Martinez, Petits battements 6. Nathalie Valentine Legros, Quelque chose d'un ange 7. Joëlle Brethes, Le sac de Maryline 8. Nathalie Hermine, Coquecigrue 9. Estelle Coppolani, La translation divine 10. Emmanuel Gédouin, Nettoyer les sous-bois 11. Ophélie Sautron, Cinq minutes avant son réveil 12. Xavier Marotte, Soraora 13. Gauthier Steyer, La mer 14. Marie Martinez, Dans la vraie vie |

| Numéro 9 (2022) 1. Emmanuel Genvrin Fugue Adekalom 2. Jocelyne Le Bleis Timbré 3. Elodie Lauret Les maudites 4. Marie Martinez Monde flottant 5. Karine Boulanger Encaustique 6. Emmanuel Gédouin Pontmain 7. Isabelle Martinez L'ombre du flamboyant 8. Nathalie Valentine Legros Pas de pirate dans la tribu ! 9. Julie Legrand Effacement 10. Nathalie Hermine L'épuration 11. Ophélie Sautron Les secrets du cimetière 12. Catherine Coulombel D'elles et d'île 13. Marie Ranjanoro Les époux 14. Estelle Coppolani Procession rouge 15. Bruno Testa Soirée tranquille place Clichy |